# Robert Nivelle
Robert Nivelle (Tula (Llemosí), 15 d'octubre de 1856 - París, 23 de març de 1924) fou un militar francès.
Després d'haver tingut diversos comandaments importants en l'exèrcit francès durant la guerra europea, el 19 de desembre de 1916 succeí el mariscal Joseph Joffre al comandament suprem. En la primavera següent emprengué la victoriosa però costosa ofensiva de l'Aisne. El succeí en el càrrec el general Petain el 16 de maig de 1917.